# Agon Muçolli
Agon Muçolli, né le 26 septembre 1998 à Fredericia au Danemark, est un footballeur albanais, qui évolue au poste d'ailier gauche à Odense BK.

## Biographie

### En club
Né à Fredericia au Danemark, Agon Muçolli est formé par le Vejle BK. Il joue son premier match en professionnel, le 4 août 2015, lors d'une rencontre de coupe du Danemark face au Middelfart Boldklub (en). Il entre en jeu et son équipe s'impose après une séance de tirs au but. Lors de la saison 2017-2018, il participe au sacre du Vejle BK, qui termine premier du championnat et se voit ainsi promu en première division.
Voyant son temps de jeu diminuer après l'arrivée d'Adolfo Sormani (en) au poste d'entraîneur, avec lequel il est en désaccord, Muçolli quitte le club et s'engage le 18 février 2019 avec le FC Fredericia. Il signe un contrat courant jusqu'à l'été 2019.
Muçolli marque son premier but pour le FC Fredericia le 24 mars 2019, lors d'une rencontre de championnat face au Nykøbing FC. Entré en jeu à la place de Michael Baidoo, il participe à la victoire de son équipe (2-1 score final),.
Satisfait de ses performances durant ses premiers mois, le FC Fredericia décide de lui proposer une prolongation de deux ans, qu'il accepte et qui est officialisée le 4 juin 2019.
Le 26 janvier 2021, Agon Muçolli rejoint la Norvège afin de s'engager en faveur du Kristiansund BK.
Le 8 juillet 2022, Agon Muçolli fait son retour au Danemark en s'engageant en faveur de l'Odense BK. Il signe un contrat de quatre ans, soit jusqu'en juin 2026.
Le 30 août 2023, Agon Muçolli est prêté en Suède, au Varbergs BoIS jusqu'en décembre 2024.

### En sélection
Né au Danemark et alors qu'il est également éligible pour jouer pour le Kosovo, Agon Muçolli choisit de représenter le pays de ses parents, l'Albanie.
Agon Muçolli reçoit sa première sélection avec l'équipe d'Albanie espoirs le 14 novembre 2017, en amical contre la Géorgie. Il est titulaire lors de cette rencontre perdue par son équipe sur le score de trois buts à zéro.

## Vie privée
Agon Muçolli est le frère aîné d'Arbnor Muçolli, lui aussi footballeur professionnel et formé au Vejle BK, où tous les deux ont commencé leur carrière.

## Palmarès
Vejle BK
- Championnat du Danemark D2 (1) :
  - Champion : 2018.